# Graz Challenger 1987
Il Graz Challenger 1987 è stato un torneo di tennis facente parte della categoria ATP Challenger Series nell'ambito dell'ATP Challenger Series 1987. Il torneo si è giocato a Graz in Austria dal 6 al 12 aprile 1987 su campi in cemento indoor.

## Vincitori

### Singolare
Christian Saceanu ha battuto in finale  Mark Woodforde con il punteggio di 5–7, 6–3, 6–4

### Doppio
Grant Connell /  David Livingston hanno battuto in finale  Carl Limberger /  Mark Woodforde con il punteggio di 7–5, 6–3